# 히후

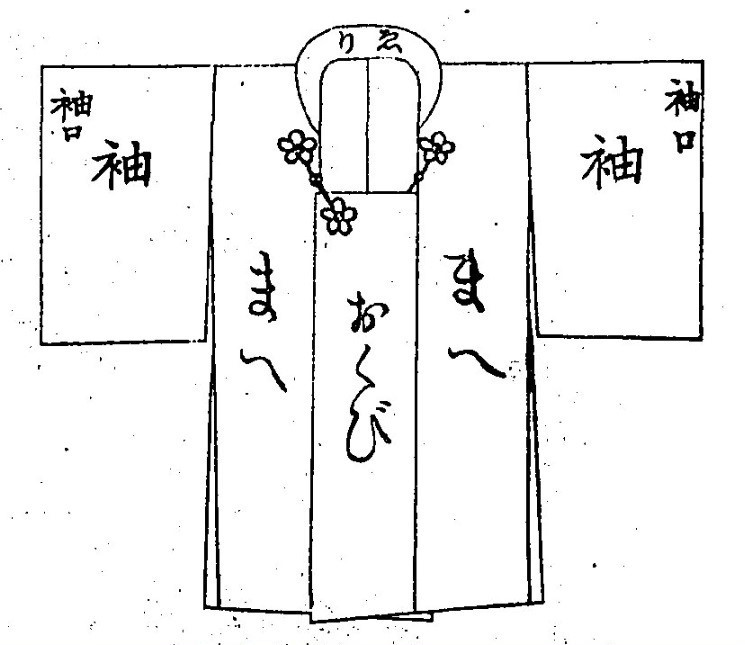

히후(일본어: 被布)는 일본 옷위에 덧입는 코트이다. 에도 시대에는 풍류인 등이 입었으나, 메이지 시대 이후는 변형되어 주로 여성이 입었다.